# Boston Legal
Boston Legal ist eine US-amerikanische Anwaltsserie von David E. Kelley, die auf dem Fernsehnetwork ABC von 2004 bis 2008 erstausgestrahlt wurde. Um Hauptdarsteller James Spader und William Shatner spielt ein wechselndes Darstellerensemble eigenwilliger Figuren, dem unter anderem auch Betty White, John Larroquette und Taraji P. Henson angehören. Die Serie knüpft stilistisch an Kelleys Vorgängerserien wie Picket Fences oder Ally McBeal an, gesellschaftliche Themen innerhalb einer humorvoll-gebrochenen Inszenierung zu behandeln. Obwohl die Serie nie ein großes Publikum erreichte, wurde sie wie bereits die Vorgänger einhellig lobend besprochen und mit vielen Preisen, unter anderem mehreren Emmys und Golden Globe Awards, bedacht.

## Handlung
Boston Legal zeigt als Ableger des vielfach prämierten Practice – Die Anwälte den Arbeitsalltag der hochangesehenen Bostoner Anwaltskanzlei Crane, Poole & Schmidt, die sich sowohl mit Zivil- als auch Strafrecht befasst. Damit schlägt die Serie eine Brücke vom Vorgängerformat, das sich konsequent und kontrovers mit der unschönen Seite des amerikanischen Strafrechts auseinandersetzte, zu den eigenwilligen Figuren aus Ally McBeal.
In der Regel werden in einer Folge zwei Fälle parallel von verschiedenen Teams von Anwälten betreut und abgeschlossen. Erst ab der dritten Staffel gibt es längere Handlungsbögen: Über mehrere Folgen hinweg wird der aufwändige Prozess rund um die Ermordung von Richter Hoopers Ehefrau verfolgt. Denny Crane verliebt sich in die kleinwüchsige Frau Bethany Horowitz und fängt etwas mit ihrer Mutter an, mit der er bereits in der Vergangenheit verlobt war. Zwischen Brad Chase und Jeffrey Coho entwickelt sich eine innige Feindschaft, die sich auch um ihre gemeinsame Bettgefährtin Denise Bauer dreht. Als Denise schwanger wird und herauskommt, dass das Kind von Brad ist, verlässt Jeffrey Coho die Kanzlei wieder. Denise und Brad heiraten. In der vierten Staffel wird das Team von Carl Sack, der Paul Lewiston ersetzt, sowie von Katie Lloyd, Lorraine Weller und Whitney Rome unterstützt. Jerry Espenson bekommt eine feste Rolle zugewiesen. Clarence Bell ist vom Assistenten zum Anwalt aufgestiegen. In der fünften Staffel wird das Kanzleiteam reduziert und Lorraine, Whitney und Clarence verlassen die Firma. Jerry gewinnt die Wahl zum Seniorpartner. Am Ende der Staffel geht die Kanzlei pleite, wird deshalb von der Zhu Corp. aufgekauft und in Chang, Poole & Schmidt umbenannt. Denny heiratet Alan und Carl Shirley während einer Doppelhochzeit in Nimmo Bay, vollzogen durch den Richter des obersten Bundesgerichts Antonin Scalia, der bereits kurz zuvor in einer Verhandlung mit Alan und Denny zusammengestoßen war und zufällig in Nimmo Bay Urlaub macht.
Fast jede Folge endet bei Scotch und Zigarre mit einem mehr oder weniger tiefsinnigen Dialog zwischen Alan Shore und Denny Crane auf dem Balkon von Dennys Büro zur „blauen Stunde“. Dabei werden oft die „Urteile“ der Folge rekapituliert und kommentiert. Ein Teil des Humors entsteht durch ihre grundverschiedenen Ansichten: Shore ist ein überzeugter Demokrat, während Denny Crane ein konservativer Republikaner ist. Während dieser letzten Minuten einer jeden Folge nehmen Crane und Shore aus ihrer ganz eigenen Sichtweise oft Stellung zu politischen und gesellschaftlichen Kontroversen der Zeit. Neben tagesaktuellen Themen, wie z. B. dem Hurrikan Katrina oder dem Irakkrieg, kommen auch „Dauerbrenner“, wie das amerikanische Waffengesetz, das US-Gesundheitssystem, Armut und Obdachlosigkeit sowie Abtreibung vor.

## Besetzung
In der letzten Staffel der „Mutterserie“ The Practice wurden die Figuren Alan Shore (James Spader), Denny Crane (William Shatner), Tara Wilson (Rhona Mitra) und Sally Heep (Lake Bell) eingeführt, die daraufhin zusammen mit Mark Valley als Brad Chase die Kernbesetzung der Pilotfolge von Boston Legal bildeten. Im Folgenden entstand ein reges Kommen und Gehen vieler Darsteller. So stiegen bereits während der ersten Staffel Lake Bell, Monica Potter und Rhona Mitra aus, wobei Letztere noch kurzzeitig als Nebendarstellerin geführt wurde, und Candice Bergen kam hinzu. Julie Bowen, Justin Mentell und Ryan Michelle Bathe ergänzten das Ensemble ab Staffel 2, letztere beiden erneut nur für wenige Folgen. Zu Beginn der dritten Staffel stießen Craig Bierko (als Jeffrey Coho) und Constance Zimmer (als Claire Simms) zur regulären Besetzung, verabschiedeten sich jedoch wieder nach der halben (Bierko) beziehungsweise ganzen (Zimmer) Staffel von der Serie. Mit der vierten Staffel wurden die Verträge von Julie Bowen (Denise Bauer), Mark Valley (Brad Chase) und René Auberjonois (Paul Lewiston) ohne Angabe von Gründen nicht verlängert, die Figuren schieden aus der Serie aus, absolvierten jedoch noch einige Gastauftritte. Stattdessen übernahmen John Larroquette, Gary Anthony Williams, Saffron Burrows, Tara Summers und Christian Clemenson, dessen Gastauftritte als Jerry „Die Hand“ Espenson bereits mit Preisen bedacht waren. Somit blieben zu Beginn der vierten Staffel von der Pilot-Besetzung allein Spader und Shatner übrig.

### Hauptdarsteller

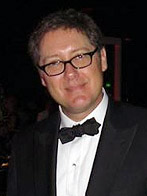
James Spader (2007)
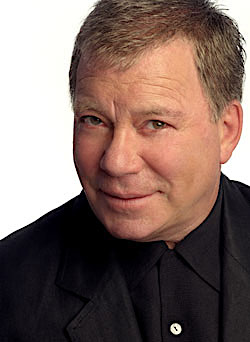
William Shatner (2005)
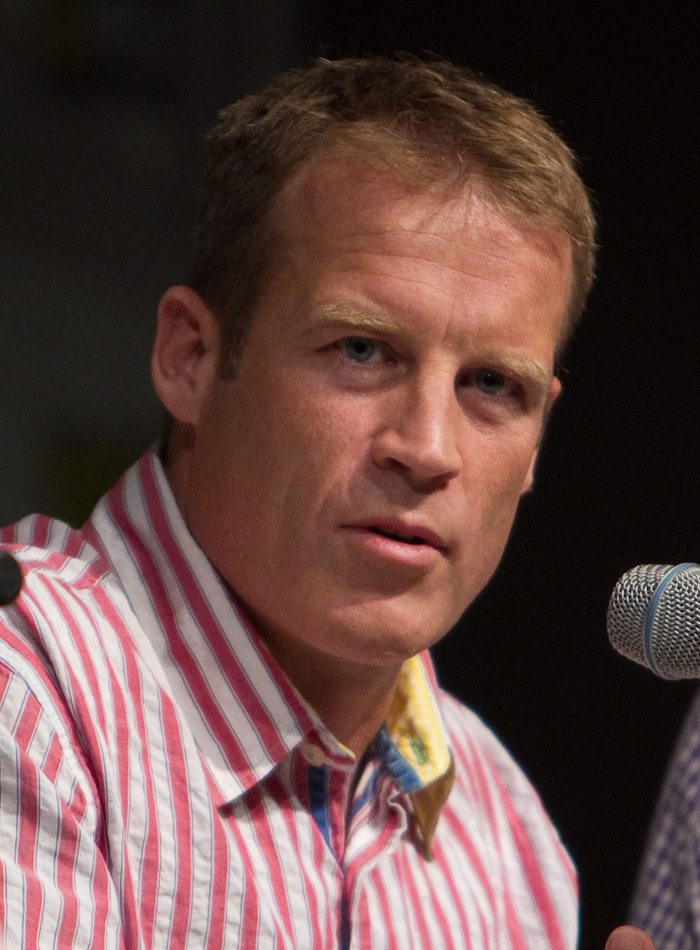
Mark Valley (2010)
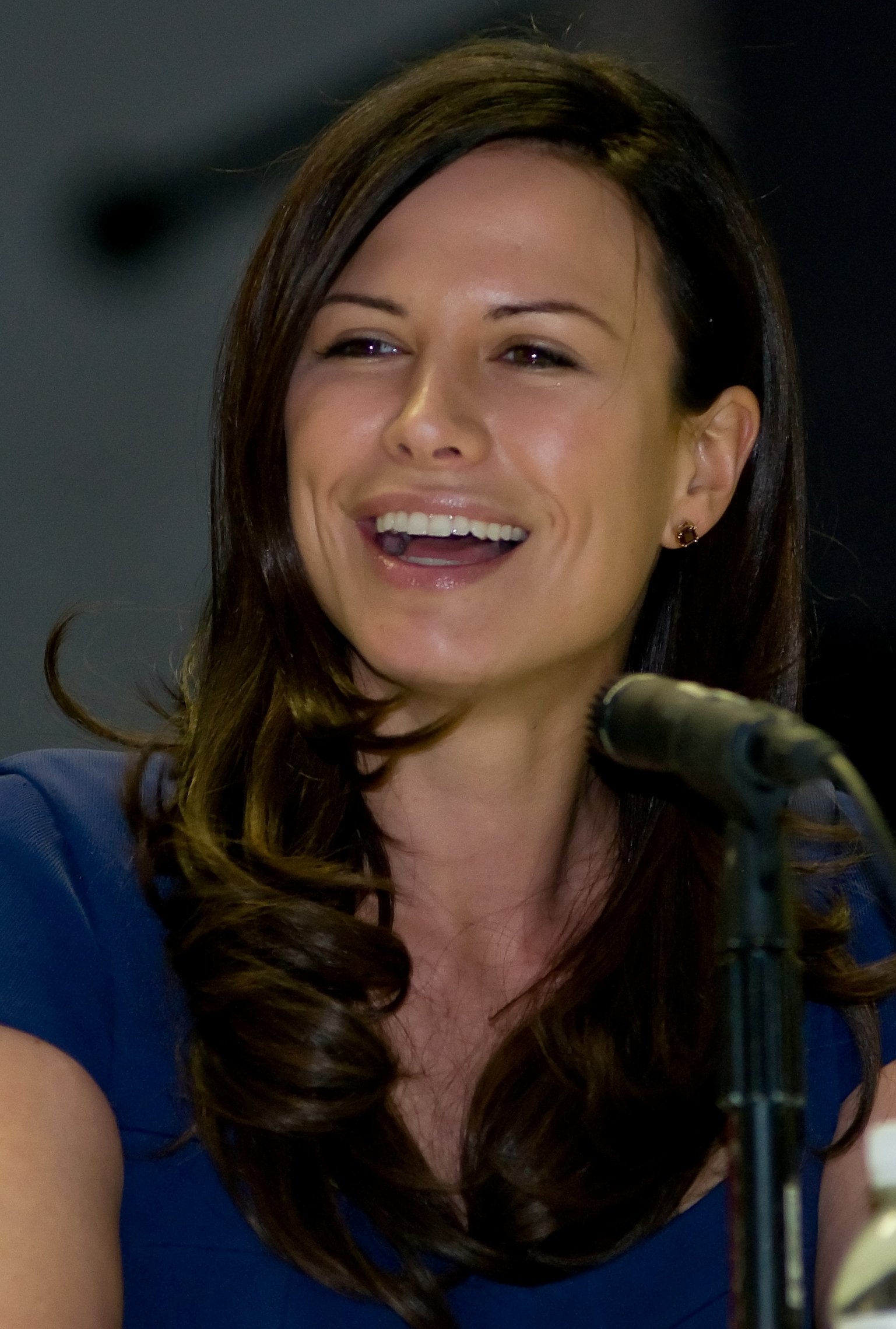
Rhona Mitra (2009)
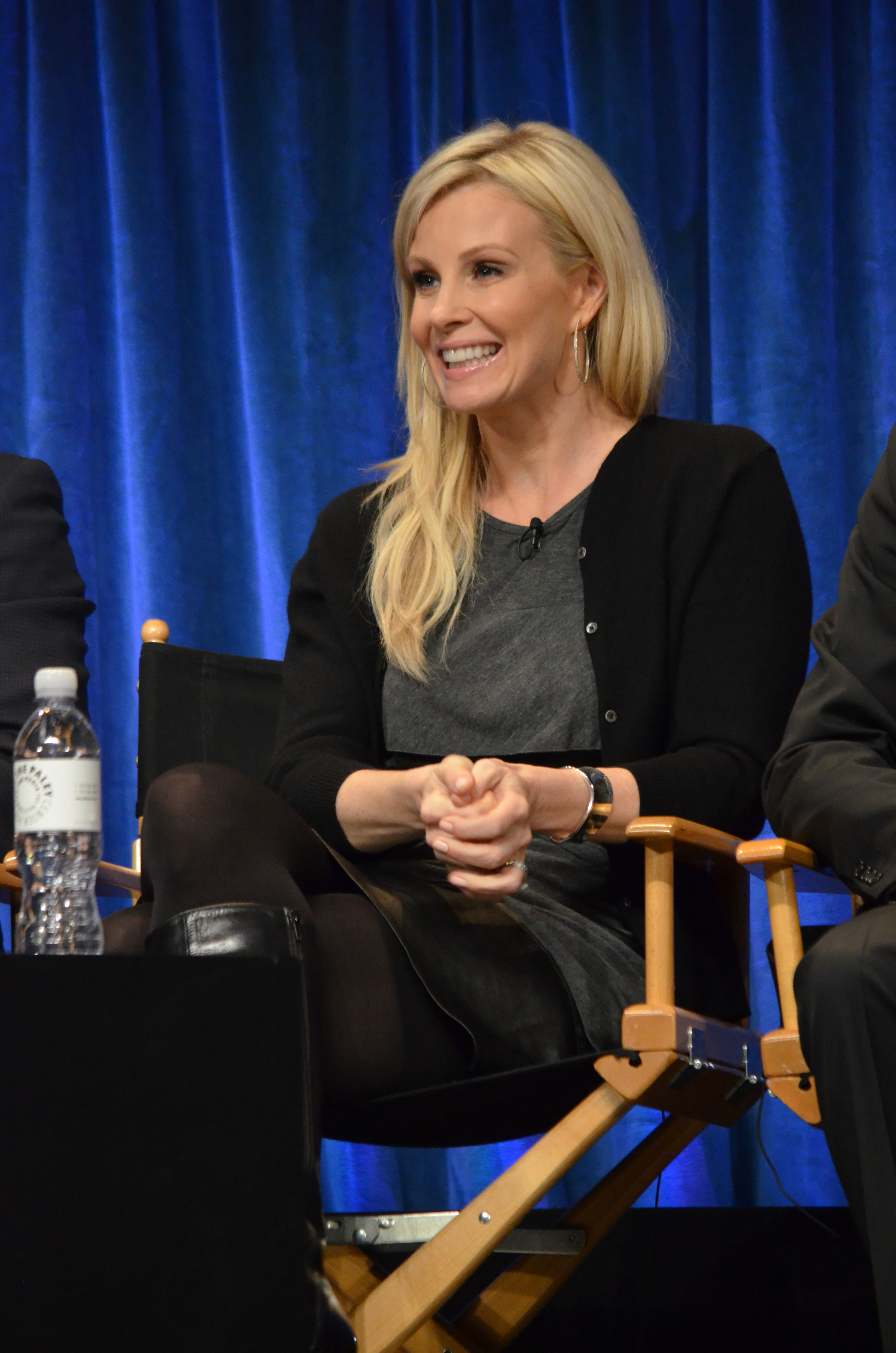
Monica Potter (2013)
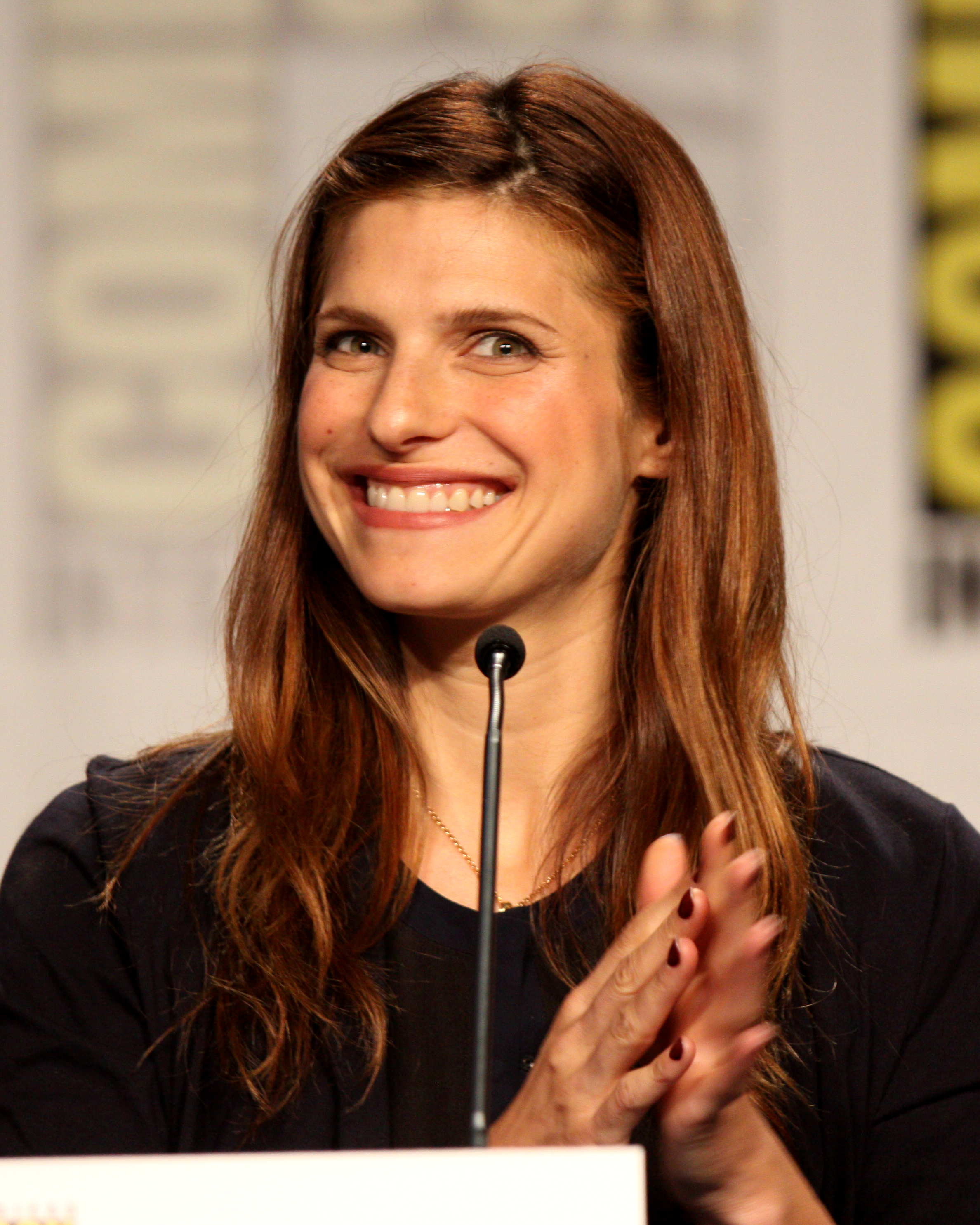
Lake Bell (2011)
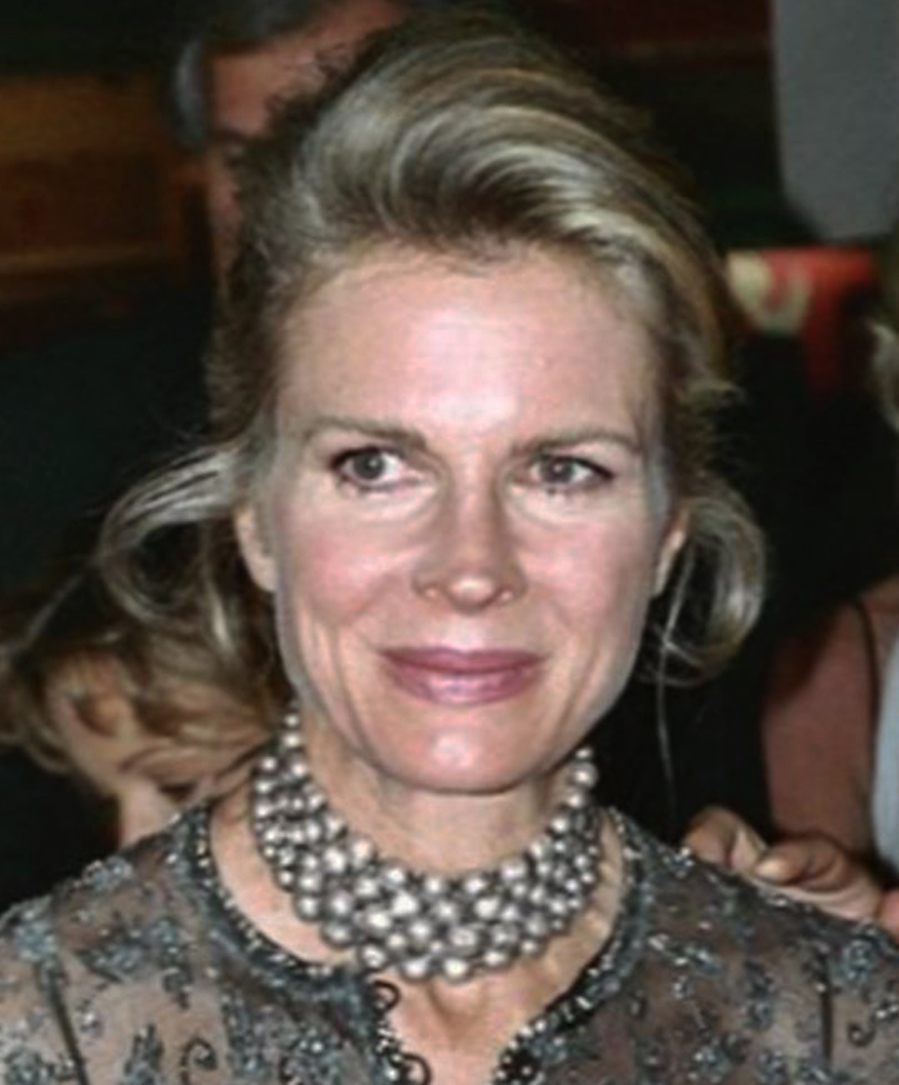
Candice Bergen (1993)
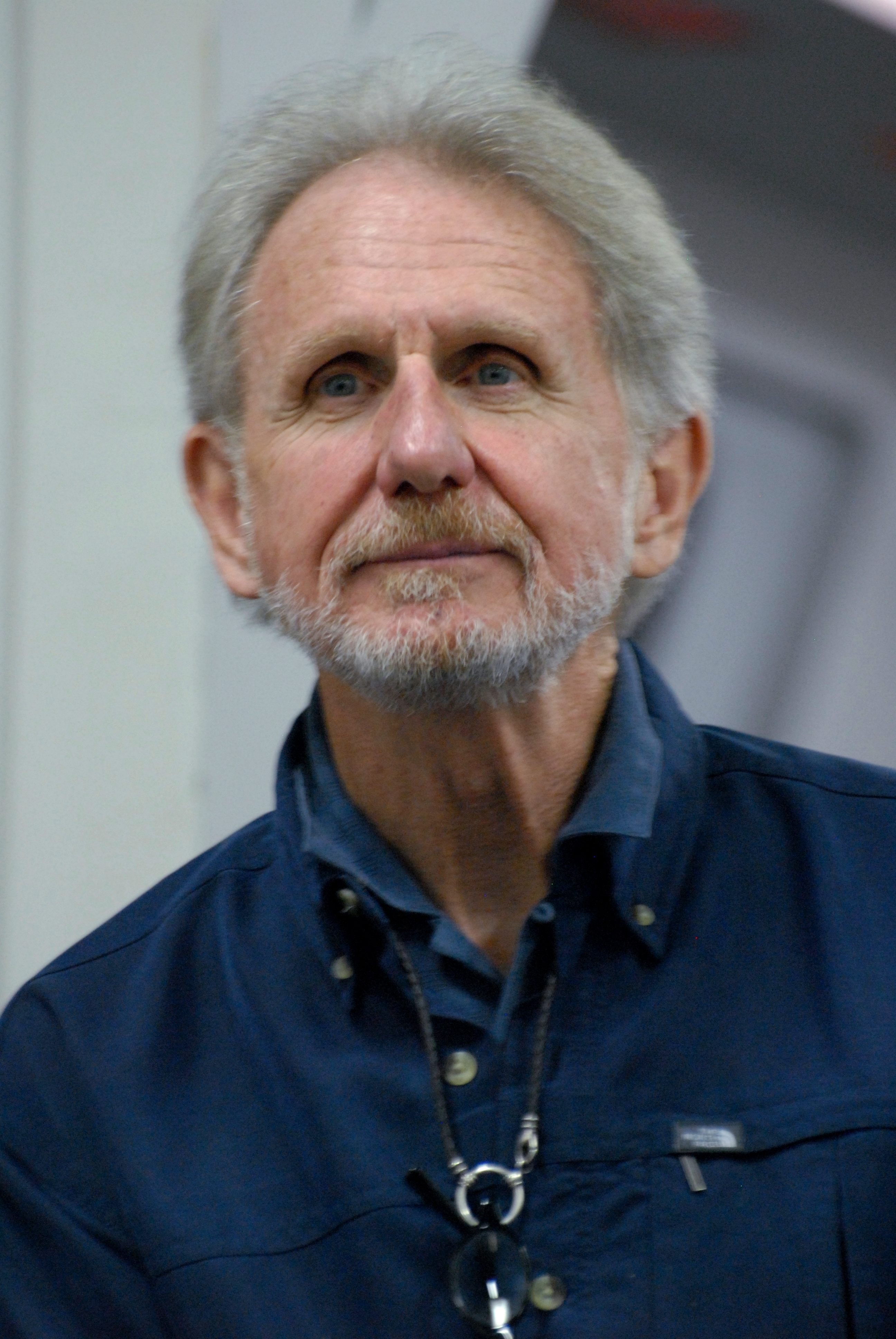
René Auberjonois (2010)
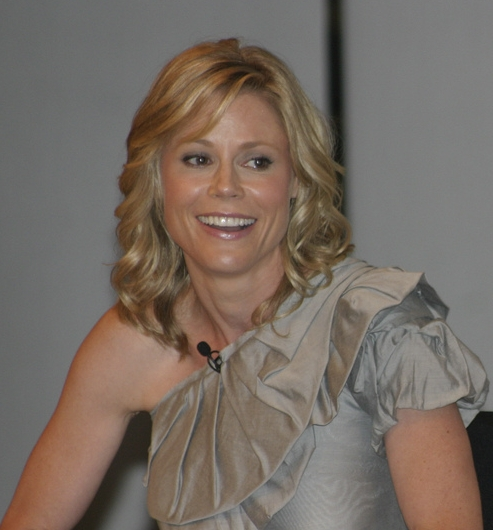
Julie Bowen (2009)
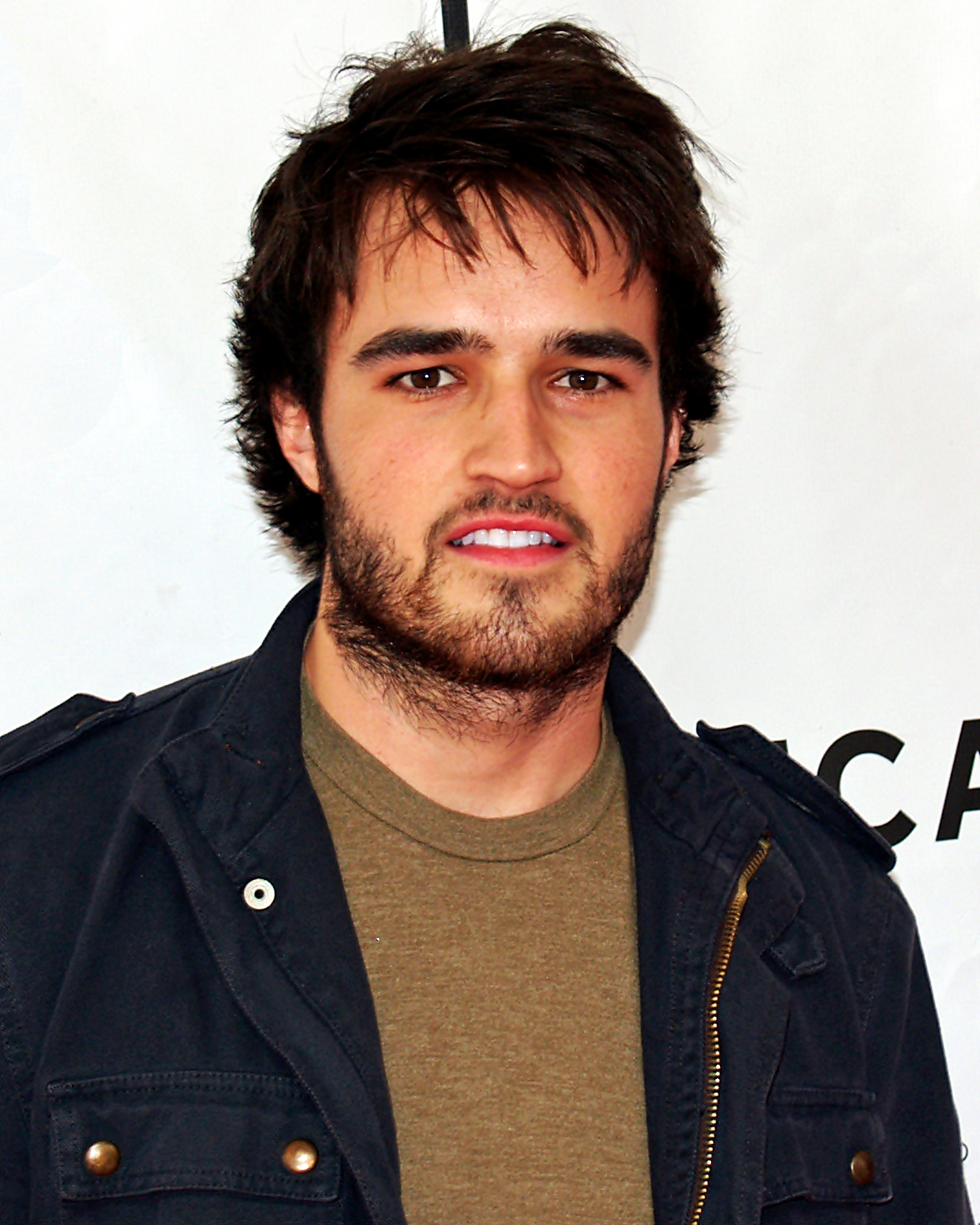
Justin Mentell (2007)
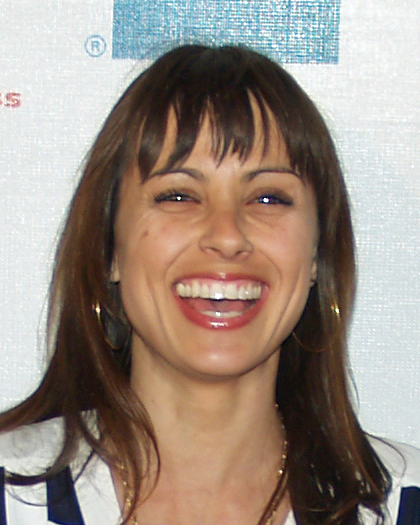
Constance Zimmer (2008)
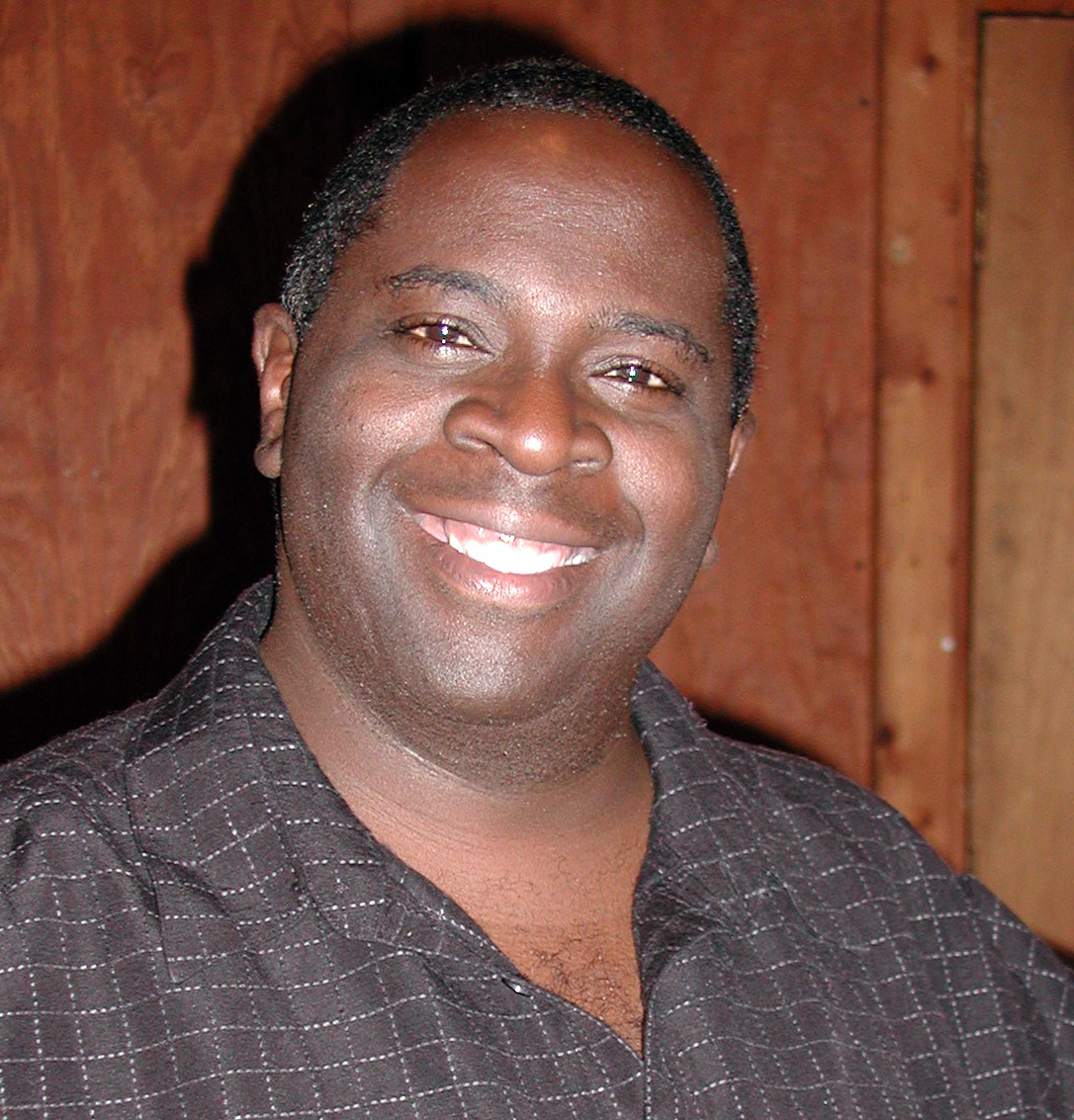
Gary Anthony Williams (2007)
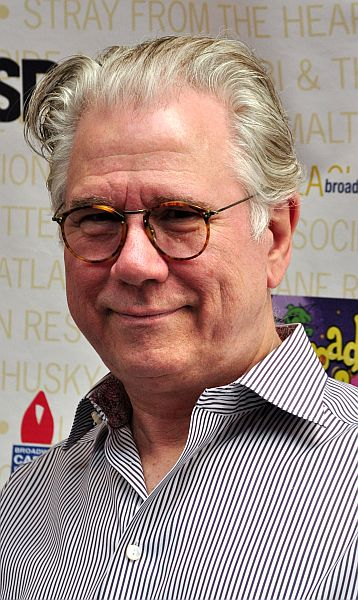
John Larroquette (2011)
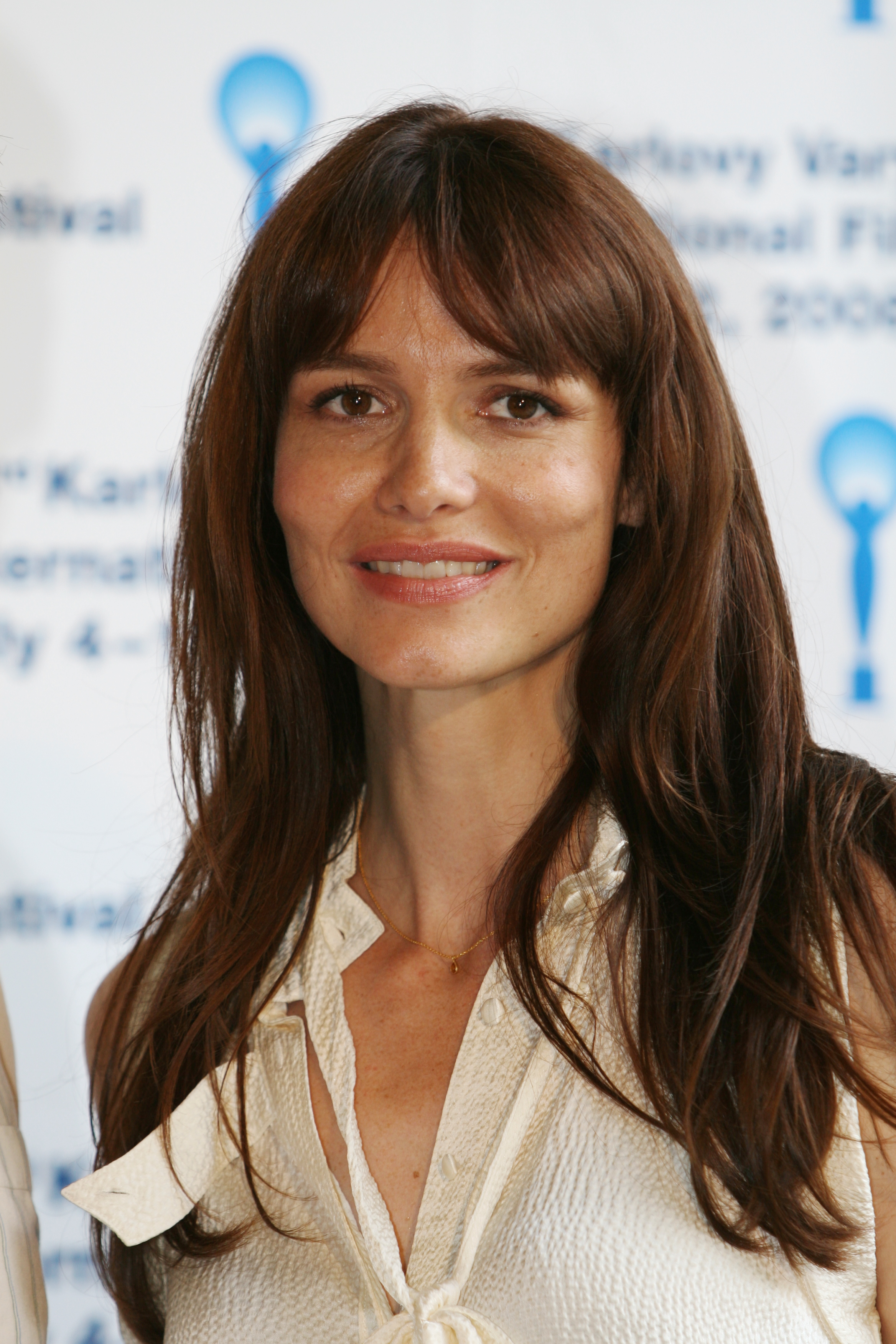
Saffron Burrows (2008)
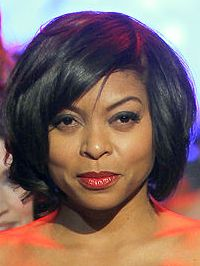
Taraji P. Henson (2011)
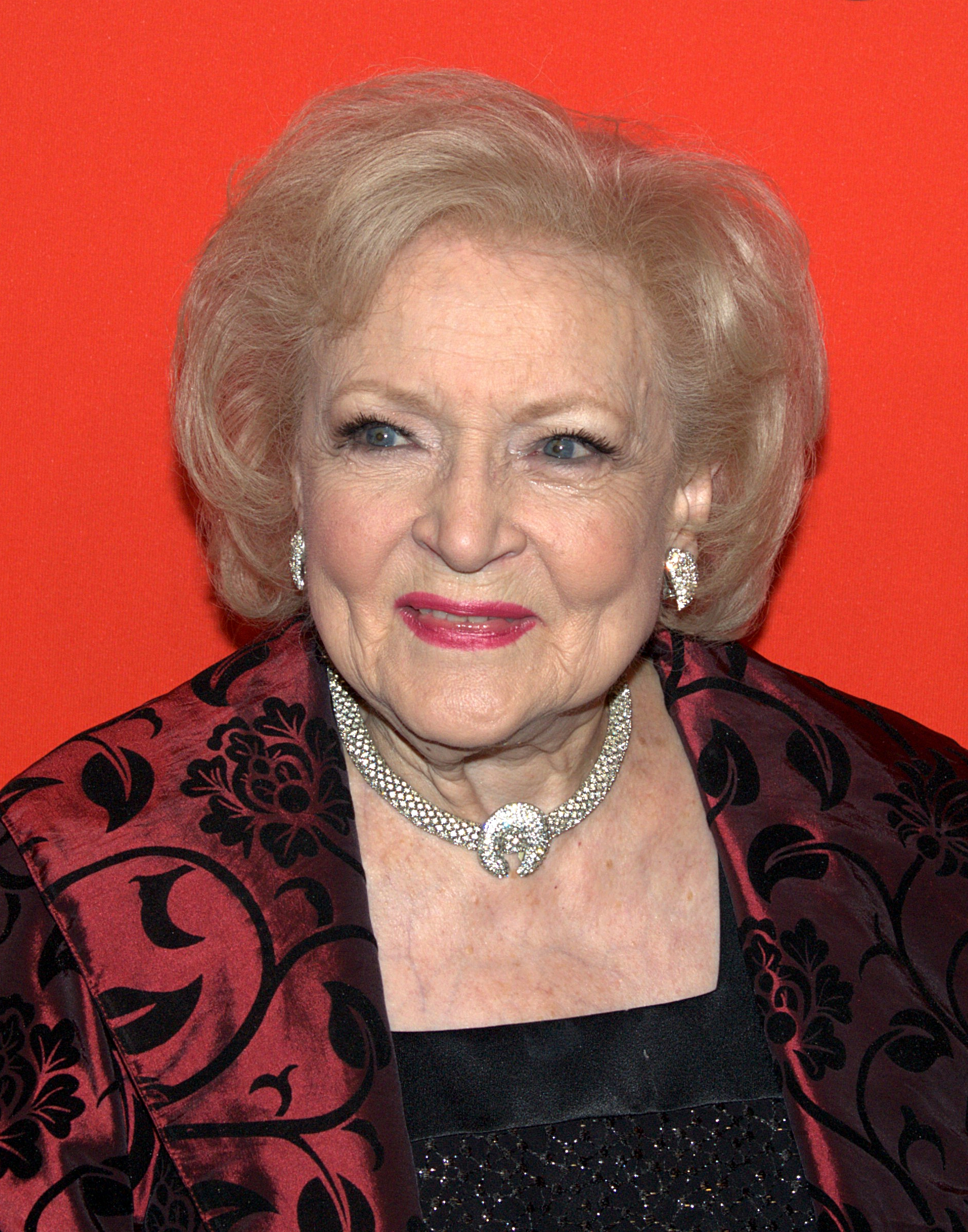
Betty White (2010)

| Figur            | Darsteller            | Hauptrolle (nach Folgen)                        | Nebenrolle (nach Folgen)                               | Synchronsprecher                                       |
| ---------------- | --------------------- | ----------------------------------------------- | ------------------------------------------------------ | ------------------------------------------------------ |
| Alan ShoreP      | James Spader          | 01–101 (Staffeln 1–5)                           |                                                        | Benjamin Völz                                          |
| Denny CraneP     | William Shatner       | 01–101 (Staffeln 1–5)                           |                                                        | Hartmut Neugebauer                                     |
| Brad Chase       | Mark Valley           | 01–68 (Staffeln 1–3)                            | 69–70 (Staffel 4)                                      | Torsten Michaelis                                      |
| Tara WilsonP     | Rhona Mitra           | 01–17 (Staffel 1)                               | 18–20 (Staffel 2)                                      | Tanja Geke                                             |
| Lori Colson      | Monica Potter         | 01–17 (Staffel 1)                               | 18–20, 22 (Staffel 2)                                  | Maud Ackermann                                         |
| Sally HeepP      | Lake Bell             | 01–12 (Staffel 1)                               | 49–50 (Staffel 3)                                      | Solveig Duda                                           |
| Shirley Schmidt  | Candice Bergen        | 011–101 (Staffeln 1–5)                          |                                                        | Regine Albrecht (Ep. 11–23), Dagmar Dempe (Ep. 36–101) |
| Paul Lewiston    | René Auberjonois      | 013–68 (Staffeln 1–3)                           | 1–12, 76, 95, 100–101 (Staffeln 1, 4–5)                | Horst Sachtleben                                       |
| Denise Bauer     | Julie Bowen           | 018–68 (Staffeln 2–3)                           | 95 (Staffel 5)                                         | Claudia Lössl                                          |
| Garrett Wells    | Justin Mentell        | 018–33 (Staffel 2)                              |                                                        | Robin Kahnmeyer                                        |
| Sara Holt        | Ryan Michelle Bathe   | 018–33 (Staffel 2)                              |                                                        | Uschi Hugo                                             |
| Jeffrey Coho     | Craig Bierko          | 046–59 (Staffel 3)                              |                                                        | Tobias Kluckert                                        |
| Claire Simms     | Constance Zimmer      | 052–68 (Staffel 3)                              | 46–51 (Staffel 3)                                      | Claudia Urbschat                                       |
| Clarence Bell    | Gary Anthony Williams | 055–88 (Staffeln 3–4)                           | 46–54 (Staffel 3)                                      | Olaf Reichmann                                         |
| Jerry Espenson   | Christian Clemenson   | 069–101 (Staffeln 4–5)                          | 27–29, 39, 41, 45, 49, 51–54, 60, 64–68 (Staffeln 2–3) | Gerald Schaale                                         |
| Carl Sack        | John Larroquette      | 069–101 (Staffeln 4–5)                          |                                                        | Michael Brennicke                                      |
| Lorraine Weller  | Saffron Burrows       | 069–088 (Staffel 4)                             |                                                        | Katrin Zimmermann                                      |
| Katie Lloyd      | Tara Summers          | 069–101 (Staffeln 4–5)                          |                                                        | Veronika Neugebauer                                    |
| Whitney Rome     | Taraji P. Henson      | 072–88 (Staffel 4)                              |                                                        | Tanja Geke                                             |
| Catherine PiperP | Betty White           | 012–22, 30–31, 37, 48, 94, 99 (Staffeln 1–3, 5) |                                                        | Christel Merian                                        |

Mit hochgestelltem „P“ markierte Figuren wurden bereits in der Serie The Practice eingeführt.

### Gast- und Nebendarsteller
Zu den wichtigen Gast- und Nebendarstellern zählen:
- Larry Miller als Edwin Poole
- Henry Gibson als Richter Clark Brown
- Meredith Eaton-Gilden als Bethany Horowitz
- Anthony Heald als Richter Harvey Cooper
- Shelley Berman als Richter Robert Sanders
- Currie Graham als Staatsanwalt Frank Ginsberg
- Leslie Jordan als Bernard Ferrion
- Parker Posey als Marlene Stanger
- Kerry Washington als Chelina Hall
- Christopher Rich als Melvin Palmer
- Freddie Prinze junior als Donny Crane
- Tom Selleck als Ivan Tiggs
- Michael J. Fox als Daniel Post
- Heather Locklear als Kelly Nolan
- Jeri Ryan als Courtney Reese
- Armin Shimerman als Richter Brian Hooper
- Rupert Everett als Malcolm Holmes
- Jaleel White als Kevin Givens
- Wes Craven
- Ethan Phillips
- Scott Bakula
- Michelle Forbes
- Katey Sagal
- Carl Reiner
- Robert Wagner
- Chi McBride
- Al Sharpton
- Shelley Long

In Folge 16 treffen die Anwälte von Boston Legal auf Steven Harper (Chi McBride), den Schulleiter der Winslow High School aus der ebenfalls von David E. Kelley produzierten Serie Boston Public. Dessen Schulgebäude ist auch regelmäßig bei Stadtansichten zu sehen. Dort wiederum gab es in der ersten Staffel bereits ein Crossover mit Boston Legals direktem Vorgänger Practice – Die Anwälte. Gastauftritte dieser Art zwischen seinen Serien sind typisch für Kelley seit Anfang der 1990er mit Picket Fences oder Chicago Hope. In Fankreisen wird die gemeinsame Welt seiner Serien als „Kelley-Versum“ bezeichnet (siehe auch David E. Kelley#Bemerkungen).

## Stilmittel
Grundsätzlich ist die Serie sehr humorvoll erzählt, es finden sich sowohl Slapstick als auch hintergründiger Witz. Zu diesem Zweck werden oft auch narrative Konventionen gezielt untergraben („Bruch der Vierten Wand“). Außerdem wurde in Boston Legal teilweise deutlich auf das aktuelle politische Geschehen in den USA Bezug genommen. Höhepunkt war der zur Erstausstrahlung der letzten Staffel stattfindende Präsidentschaftswahlkampf zwischen John McCain und Barack Obama, der immer wieder in den Dialogen thematisiert wurde. Formal zeichnet sich die Serie durch eine permanente Veränderung des Bildausschnitts aus, auch während Gesprächen.

### Anspielungen auf die Darsteller
Bei William Shatner (Denny Crane) wird wiederholt auf seine Rolle als Captain Kirk eingegangen, er erwähnt zum Beispiel in der Folge Nichts geht mehr beim Gang durch die Journalistenmassen, dass er Kapitän seines eigenen Raumschiffes war. Cranes Klapphandy macht auch beim Öffnen denselben Ton wie Kirks Kommunikator in Raumschiff Enterprise. Doch dies bleiben nicht die einzigen Anspielungen: Alan Shore (James Spader) liest nach einem Angelausflug ein Buch über das Aussterben der Wildlachse und zitiert daraus „Tanz auf dem ökologischen Vulkan.“ Denny sieht plötzlich auf und fragt: „Hast du gerade Vulkanier gesagt?“ In einer anderen Folge schießt Denny auf einen Obdachlosen namens Kirk.
Auch weitere Darsteller spielten im Star-Trek-Universum: René Auberjonois (Paul Lewiston) hatte zuvor die Hauptrolle des Constable Odo in Star Trek: Deep Space Nine. Sein Gegenspieler war Armin Shimerman (Richter Hooper) als Barkeeper Quark. Im Zuge eines Prozesses weist Paul Lewiston Richter Hooper zurecht und bedroht ihn auf die gleiche Art, wie Odo Quark in der Star-Trek-Serie verdächtigt und bedroht hat. Zusätzlich waren die folgenden Star-Trek-Darsteller in Boston Legal zu sehen: John Larroquette (Klingone Maltz, Star Trek III: Auf der Suche nach Mr. Spock), Jeri Ryan (Seven of Nine, Raumschiff Voyager), Michelle Forbes (Fähnrich Ro Laren, Das nächste Jahrhundert), Scott Bakula (Captain Jonathan Archer, Enterprise) und Ethan Phillips (Neelix, Raumschiff Voyager).
Im Gespräch mit Ivan Tiggs (Tom Selleck), Shirleys Ex-Ehemann, merkt Denny an, dass sie etwas gemeinsam hätten: „Wir sind beide Hauptfiguren; Stars in unserer eigenen Serie.“ Damit wird sowohl auf Shatners Star-Trek-Zeit als auch auf Sellecks legendäre Rolle als Detektiv Magnum in der gleichnamigen Serie angespielt. Denny führt dann weiter aus: „Aber der Star hat nicht nur eine Hauptfrau, das geht nicht. Gut, manchmal sieht’s am Ende einer Episode so aus, als hätte er jetzt was Langfristiges, aber nächste Woche ist sie weg, und es kommt ‘ne andere. So erhält man sich das Publikumsinteresse!“ Tatsache ist, dass beide Serienfiguren, sowohl Magnum als auch Kirk, als Frauenhelden angelegt sind.
Candice Bergen (Shirley Schmidt) erwähnt in Bella Blue (Folge 57) während eines Plädoyers beiläufig ihre Oscar-Nominierung: „Wohin Pinguine auch immer marschieren, dafür habe ich meine Oscar-Nominierung nicht bekommen.“ In Folge 87 (Staffel 4) sagt Carl Sack (John Larroquette) „…und so verliere ich meinen Humanitas-Preis“ und spielt damit auf den 1995 an Larroquette verliehenen Preis an. Bei Mark Valley (Brad Chase) wird ebenfalls auf seine reale Vergangenheit Bezug genommen: Sowohl Valley als auch seine Figur in der Serie dienten im Militär – Valley selbst in der Army, seine Serienfigur im Marine Corps – und nahmen im Zuge dessen an der Operation Desert Storm teil.
Rupert Everett, Gastdarsteller in den Folgen 18 und 19 als Malcolm Holmes, trug diesen Nachnamen bereits im Film Sherlock Holmes – Der Seidenstrumpfmörder.

### Ironische Selbstwahrnehmung
Boston Legal zeichnet sich durch viele selbstironische Seitenhiebe auf die eigene Produktion aus. In der Folge Unter Beschuss der zweiten Staffel sagt Denny zu Alan, als sie über die Beilegung des Vergleichs mit einem Obdachlosen reden: „Lass mich doch in das Spiel einsteigen. Ich kann das, ich habe ‘nen Emmy gewonnen“. Zum Ende der Folge Schutzlos begrüßt Alan Shore, als er abends nach einem gewonnenen Fall auf dem Bürobalkon Denny Crane trifft, diesen mit den Worten: „Ich habe dich in dieser Episode kaum gesehen.“ Einen ähnlichen Gag gibt es in Folge 40 beim Zusammentreffen von Alan Shore und Chelina Hall, die zuletzt in Staffel eins auftrat. Chelina sagt: „Gott, als ich Dich das letzte Mal gesehen hab, da…“, Alan: (unterbricht sie) „…ich glaube, es war ein Sonntag und dann wurde ich nicht mehr ausgestrahlt und Du hast Kinofilme gemacht, dann kriegte ich einen Sendeplatz am Dienstag und…“, Chelina: (unterbricht ihn) „…hier stehen wir nun, wie in den alten Folgen!“, Alan: „Ganz genau“. In derselben Folge erwähnt Melissa in dem Zusammenhang gegenüber Alan: „Fangen Sie nichts mit ihr an – sie hat nur ‘ne Gastrolle.“
In den Finalfolgen der zweiten und dritten Staffel wird im Original außerdem Bezug auf die nächste „Season“ (englisch season ‚Jahreszeit‘, aber auch ‚Serienstaffel‘) genommen; in die deutsche Synchronisation konnte die Doppelbedeutung aber nicht übertragen werden und es wurde wortgetreu mit „Saison“ übersetzt. In der vierten Staffel wird beim Balkongespräch am Ende von Folge 17 sowie am Beginn der Folge 18 auf das kurzzeitige Verschieben des Sendetermins von Dienstag auf Mittwoch angespielt.
In Folge 46 stoßen die Charaktere Coho und Simms als Anwälte zur Besetzung dazu. Denny Crane begrüßt sie im Foyer und weist sie darauf hin, dass sie, um „die Neuen“ zu sein, eigentlich „in der letzten Episode auftreten“ hätten müssen, also der ersten Folge der dritten Staffel. Er heißt sie „bei Boston Legal willkommen“ (nicht in Boston) und mit Dennys Worten „Startet die Musik!“ beginnt der Vorspann. Die Folge Knockout der dritten Staffel endet mit der üblichen Balkonszene. Denny und Alan paffen ihre Zigarren, wobei zum Schluss eine dicke Rauchwolke gen Himmel steigt. In die einsetzende Schlussmusik mischt sich Husten – ganz offensichtlich von einem der „Musiker“. In der Folge Schlagende Argumente in der dritten Staffel besucht Lincoln Meyer Schmidt abends im Büro und will sie zum Abendessen einladen. Als diese jedoch ablehnt, zieht er eine Pistole, um Shirleys Entscheidung zu beeinflussen, und bemerkt schließlich: „Ich wette, wenn das ein Film wäre, dann würde jetzt eine von diesen düster-geheimnisvollen Musiken einsetzen“ – und prompt setzt eine dieser „düster-geheimnisvollen Musiken“ ein. In der Folge Hose runter möchte Jerry Espenson seinen alten Job bei der Kanzlei Crane, Poole & Schmidt zurück und versucht, Shirley davon zu überzeugen. So habe er schon bei dem Gedanken daran eine Melodie in seinem Kopf. Daraufhin bittet ihn Shirley, diese Melodie zu summen. Prompt ertönt das von Jerry „intonierte“ Boston-Legal-Thema und der Vorspann setzt ein.
In der fünften Staffel gibt es einige Anspielungen darauf, dass es sich um die letzte Staffel der Serie handelt: In Folge 95 sagt Jerry in einer Brandrede vor der Administrative der Kanzlei, dass „der Sender sie sowieso nicht mehr haben möchte“ und dass er Alan und vielleicht Denny mitnehmen will, um ein „Spin-Off“ zu drehen. Zusätzlich wird später sogar direkt auf die vierte Wand verwiesen. So erwähnt Carl Sack während einer Gerichtsverhandlung in Folge 99, dass „die einzige sehenswerte Serie, bei der die Stars über 50 sind, ist Bo- Ich kann’s nicht sagen, sonst würden sich die Balken biegen“ (im Original: „Gee, I can’t say it, that would be breaking the wall.“)

### Charakterüberzeichnung
Typisch ist auch die starke Überzeichnung der Figuren auf dem schmalen Grat zwischen Exzentrik und Karikatur. Bestes Beispiel hierfür ist Denny Crane: Er leidet an ersten Anzeichen von Senilität. Weiterhin ist er eine Legende und glaubt deshalb, allein die Nennung seines Namens flöße seinen Gegnern bereits Ehrfurcht ein. Aufgrund von Cranes zunehmender Vergesslichkeit sowie seinen häufigen sexuellen Eskapaden sind Cranes Kollegen bemüht, ihn möglichst keinen Gerichtssaal mehr alleine betreten zu lassen.
Als weitere Ausprägung ihrer Überzeichnung treten die Figuren immer wieder mehr oder weniger verkleidet auf und das nicht immer im Rahmen von Kostümparties. Denny Crane und Alan Shore sind mehrmals als rosa Flamingos verkleidet zu sehen, in Folge 51 gemeinsam mit Claire Simms auch als Lennon Sisters – mit rosa Frauenkleidern und schwarzen Perücken. Alan Shore hat auch einen Auftritt als Hühnchen, in einer Folge der ersten Staffel läuft er mit einem weihnachtlichen Stern auf dem Kopf herum. Zur Kostümparty der dritten Staffel verkleidet er sich als Shirley Schmidt, diese wiederum ist einmal als Hase, Hexe und einmal als Sensenmann zu sehen. Darüber hinaus tritt Brad Chase an einem früheren Zeitpunkt auf einer Party im Buzz-Lightyear-Kostüm auf. Schon zuvor verglich Denise Bauer ihn mit dieser Figur aus Toy Story. Auf einer späteren Party treten Jeffrey Coho und Brad Chase beide als Buzz Lightyear auf, ohne dies vorher voneinander gewusst zu haben. Während der Balkonszene am Ende der Folge kämpften die beiden immer noch in ihren Kostümen auf dem Parkplatz unter dem Balkon.

## Hintergrund

### Produktion
Vor der Premiere lief die Serie unter dem Arbeitstitel Fleet Street nach der Bostoner Straße, in der die Büros von Crane, Poole & Schmidt angesiedelt sind. Im Hinblick auf die Vorgängerserie war weiterhin der Titel The Practice: Fleet Street angedacht, der aber zugunsten von Boston Legal letztendlich fallengelassen wurde. Als Berater wurde der britische Autor und Barrister John Mortimer engagiert, der in den 1970er und 1980ern in Großbritannien bereits die Anwaltsserie Rumpole of the Bailey verantwortete.
Der Pilot der Serie war um die beiden Figuren Alan Shore und Tara Wilson aus Practice – Die Anwälte geschrieben mit Gastauftritten von William Shatner, Lake Bell und Mark Valley. Er drehte sich insbesondere um Larry Miller als Edwin Poole und John Michael Higgins als Seniorpartner Jerry Austin. Monica Potter ergänzte später die Besetzung als Juniorpartnerin Lori Colson und René Auberjonois’ Paul Lewiston ersetzte im Folgenden Higgins. Am 30. November wurde Candice Bergen als Darstellerin von Shirley Schmidt bekanntgegeben, nachdem die Produzenten die Figur bereits länger einführen wollten.
Für Außenaufnahmen des Kanzlei-Gebäudes fand sich in Boston tatsächlich ein geeignetes Hochhaus. Die Adresse des 1989 nach dem Entwurf von John Burgee und Philip Johnson errichteten und mit mehreren Architekturpreisen bedachten, post-modernen Gebäudes ist gleichzeitig sein Eigenname: „500 Boylston Street“. Es liegt jedoch an der St James Avenue und wird von der Boylston, der Berkeley und der Clarendon Street eingeschlossen. Das blaue Gebäude rechts im Hintergrund während des Vorspanns ist der John Hancock Tower. Studioaufnahmen wurden aber in Kalifornien gedreht.

### Ausstrahlung
| Staffel | Folgen | Premiere      | Finale        | Rang | Reichweite ab 2 J. | Quelle |
| ------- | ------ | ------------- | ------------- | ---- | ------------------ | ------ |
| 1       | 17     | 3. Okt. 2004  | 20. März 2005 | #28  | 12,5 Mio.          | [ 10 ] |
| 2       | 27     | 27. Sep. 2005 | 16. Mai 2006  | #47  | 10,3 Mio.          | [ 11 ] |
| 3       | 24     | 19. Sep. 2006 | 29. Mai 2007  | #62  | 9,6 Mio.           | [ 12 ] |
| 4       | 20     | 25. Sep. 2007 | 21. Mai 2008  | #51  | 9,6 Mio.           | [ 13 ] |
| 5       | 13     | 22. Sep. 2008 | 8. Dez. 2008  | #47  | 9,6 Mio.           | [ 14 ] |

Boston Legal wurde von 20th Century Fox Television für das US-amerikanische Fernsehnetwork ABC produziert, wo sie ab dem 3. Oktober 2004 ausgestrahlt wurde. Nachdem die vierte Staffel nur mehr mäßige Quoten gebracht hatte, wurde im Mai 2008 die Produktion einer abschließenden fünften Staffel von 13 Folgen bekannt gegeben, die bis zum 8. Dezember 2008 ausgestrahlt wurde. Die Serie konnte damit die Schwelle von 100 Folgen knapp überschreiten, was Voraussetzung für eine Syndikation im amerikanischen Fernsehen ist.
| Staffel | Sendeplatz | Premiere      | Finale        | Reichweite ab 3 J. | Marktanteil ab 3 J. | Reichweite 14–49 J. | Marktanteil 14–49 J. |
| ------- | ---------- | ------------- | ------------- | ------------------ | ------------------- | ------------------- | -------------------- |
| 1       | Mi. 22:05  | 27. Sep. 2006 | 17. Jan. 2007 | 0,81 Mio.          | 8,1 %               | 1,34 Mio.           | 5,6 %                |
| 2       | Mi. 22:05  | 24. Jan. 2007 | 1. Aug. 2007  | 0,82 Mio.          | 8,2 %               | 1,32 Mio.           | 5,7 %                |
| 3       | Mi. 22:05  | 8. Aug. 2007  | 23. Jan. 2008 | 0,83 Mio.          | 7,8 %               | 1,33 Mio.           | 5,4 %                |
| 4       | Mo. 23:10  | 5. Okt. 2009  | 15. Feb. 2010 | 0,76 Mio.          | 11,3 %              | 1,13 Mio.           | 7,8 %                |
| 5       | Mo. 23:10  | 22. Feb. 2010 | 7. Juni 2010  | 0,73 Mio.          | 11,3 %              | 1,10 Mio.           | 7,9 %                |

Ursprünglich wollte der deutsche Fernsehsender VOX die Serie ab Frühjahr 2006 zur Primetime ausstrahlen. Die Deutschlandpremiere erfolgte aber erst am 27. September 2006 um 22:05 Uhr. Die ersten drei Staffeln wurden bis zum 23. Januar 2008 ohne Unterbrechung mittwochs auf demselben Sendeplatz gesendet. Wie schon bei Kelleys ähnlich gelagertem Ally McBeal wollte VOX den Zuschauern Zeit lassen, mit dem für US-amerikanische Formate ungewohnt satirischen Ton warm zu werden. Die letzten beiden Staffeln wurden vom 5. Oktober 2009 bis zum 7. Juni 2010 montags um 23.10 Uhr bei Vox gesendet.

## Auszeichnungen
Nominierungen sind mit hochgestelltem „N“ markiert. Eine detaillierte Auflistung findet sich in der IMDb.
Golden Globe
- Best Performance by an Actor in a Television Series – Drama: James Spader (2005N)
- Best Performance by an Actor in a Supporting Role in a Series, Mini-Series or Motion Picture Made for Television: William Shatner (2005, 2007N, 2008N)
- Best Performance by an Actress in a Supporting Role in a Series, Mini-Series or Motion Picture Made for Television: Candice Bergen (2006N)

Emmy
- Outstanding Drama Series (2007N, 2008N)
- Outstanding Lead Actor in a Drama Series: James Spader (2005, 2007, 2008N)
- Outstanding Supporting Actor in a Drama Series: William Shatner (2005, 2006N, 2007N, 2008N)
- Outstanding Supporting Actress in a Drama Series: Candice Bergen (2006N, 2008N)
- Outstanding Guest Actor in a Drama Series: Christian Clemenson (2006, 2007N), Michael J. Fox (2006N)
- Outstanding Casting for a Drama Series: Nikki Valko, Ken Miller (2006N)
- Outstanding Directing for a Drama Series: Arlene Sanford (2008N)
- Outstanding Single-Camera Picture Editing for a Drama Series: Phil Neel (2006N), Julius Ramsay (2008N)
- Outstanding Single-Camera Sound Mixing for a Series: Craig Hunter, Peter Kelsey, Clark King, William Butler (2006)
- Outstanding Sound Mixing for a Comedy or Drama Series (one-hour): Clark King, Peter R. Kelsey, Dave Rawlinson (2008N)